# Ритрівський замок
Ритрівський замок (пол. Zamek w Rytrze) — руїни середньовічного замку, що розміщуються на високому пагорбі (463 м над рівнем моря) на правому березі річки Попрад, поблизу від села Ритро у гміні Ритро Новосондецького повіту Малопольського воєводства в Польщі. 

## Історія
Замок, ймовірно, було побудовано на межі XIII—XIV століть. Деякі автори раніше припускали, що найдавнішу частину замку — муровану вежу, почали споруджувати ще у XII столітті, однак зараз вважається, що її спорудили у XIII столітті. 
У історичних джерелах немає інформації щодо того, хто збудував замок. Перша згадка про нього походить з 1312 року і міститься у привілеї, виданому майбутнім польським королем Владиславом Локеткою ордену кларисок зі Старого Сонча щодо права збирати мито «під замком Ріттер» (лат. Prope castrum Ritter).  
Згадка про замок у Ритро також міститься у грамоті Владислава Локетка від 1331 року, який надав сандецьким міщанам ліс «поруч із замком Рітер» (лат. Ultra Rither castrum sitam). У XV столітті замок в Ритро було перебудовано, у той час він був резиденцією сандецьких старост. 
Вже з XIII століття замок належав до королівського домену. Він залишився в руках державців: Якуша з Ботурчина гербу Чевоя, родини Топорчиків гербу Топор, які взяли прізвище Ритерських; у XVI столітті адміністратором став Пйотр Кміта. Незабаром замок перетворився на руїну, про що свідчить реляція Марціна Бельського та люстрації з 1616—1617 років. Замок, ймовірно, було знищено під час нападу семигородського князя Ракоці Дєрдя II у 1657 році. 

## Архітектура
Замок складався з власне замку, розташованого на вершині пагорба, який було споруджено на плані неправильного п'ятикутника, та передзамча, розташованого з північної сторони та захищеного земляним валом. Замкове подвір'я з трьох боків оточували мури; з четвертої сторони його замикав житловий будинок, який складався з двох частин та був побудований на прямокутному плані. До західного муру прилягала кам'яна вежа із зовнішнім діаметром біля основи 9,5 м та внутрішнім — від 2,4 до 2,6 м, побудована з пісковика. Вежа збереглася до висоти близько 10 м та має певну схожість з вежею замку у Чхуві.   

## Сучасність
До нашого часу збереглися руїни вежі та залишки стін, ймовірно, житлового будинку. 

## Світлини

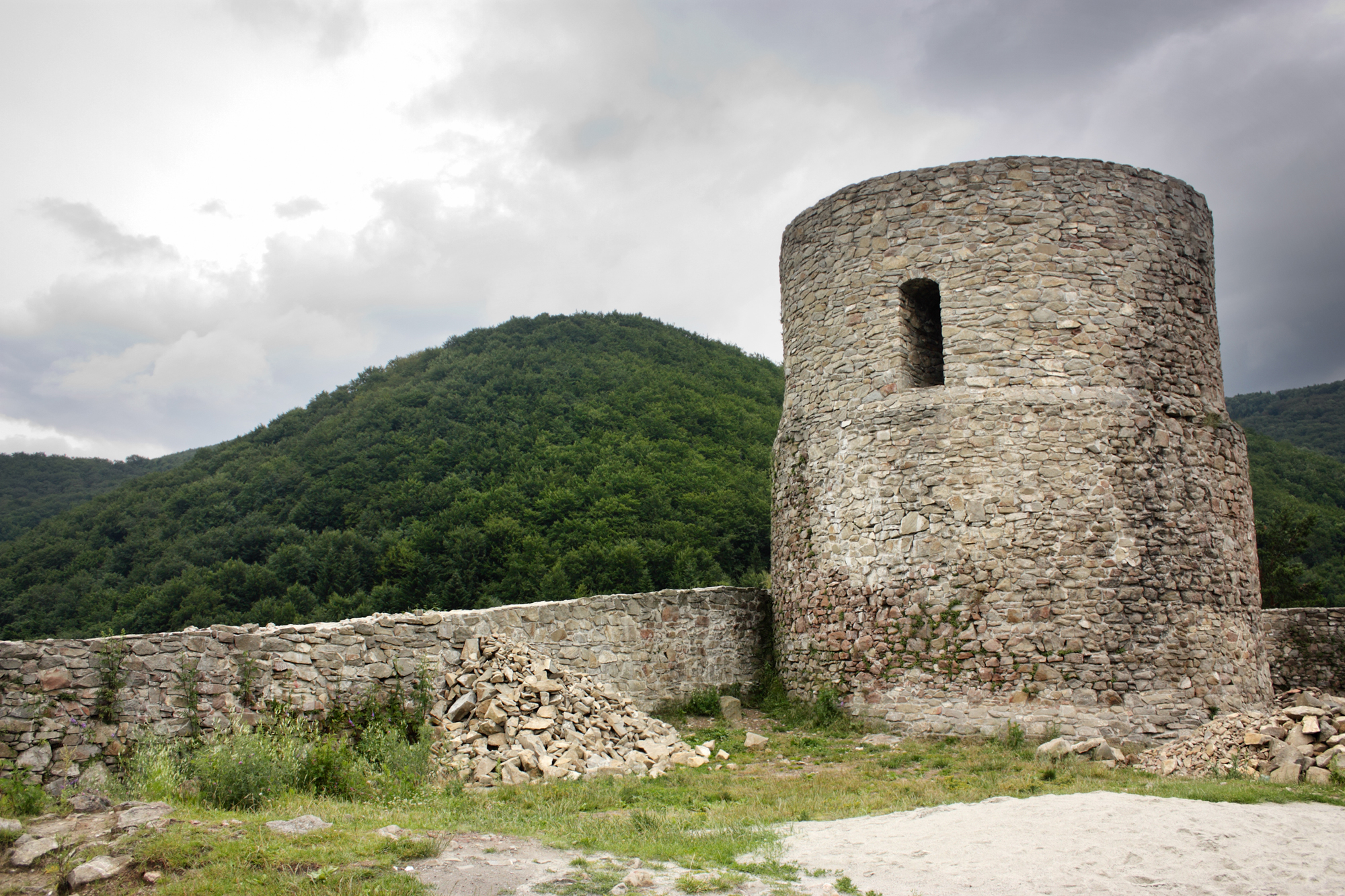
Замкова вежа
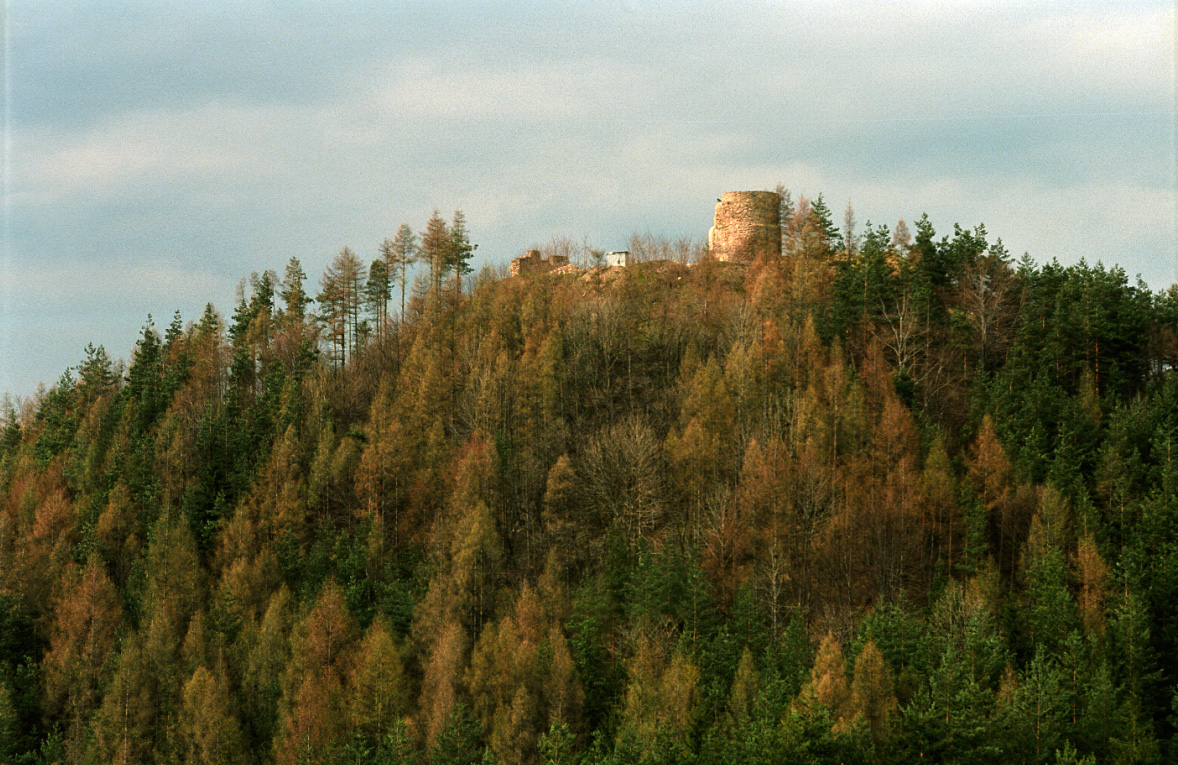
Вигляд замкової гори із руїнами замка
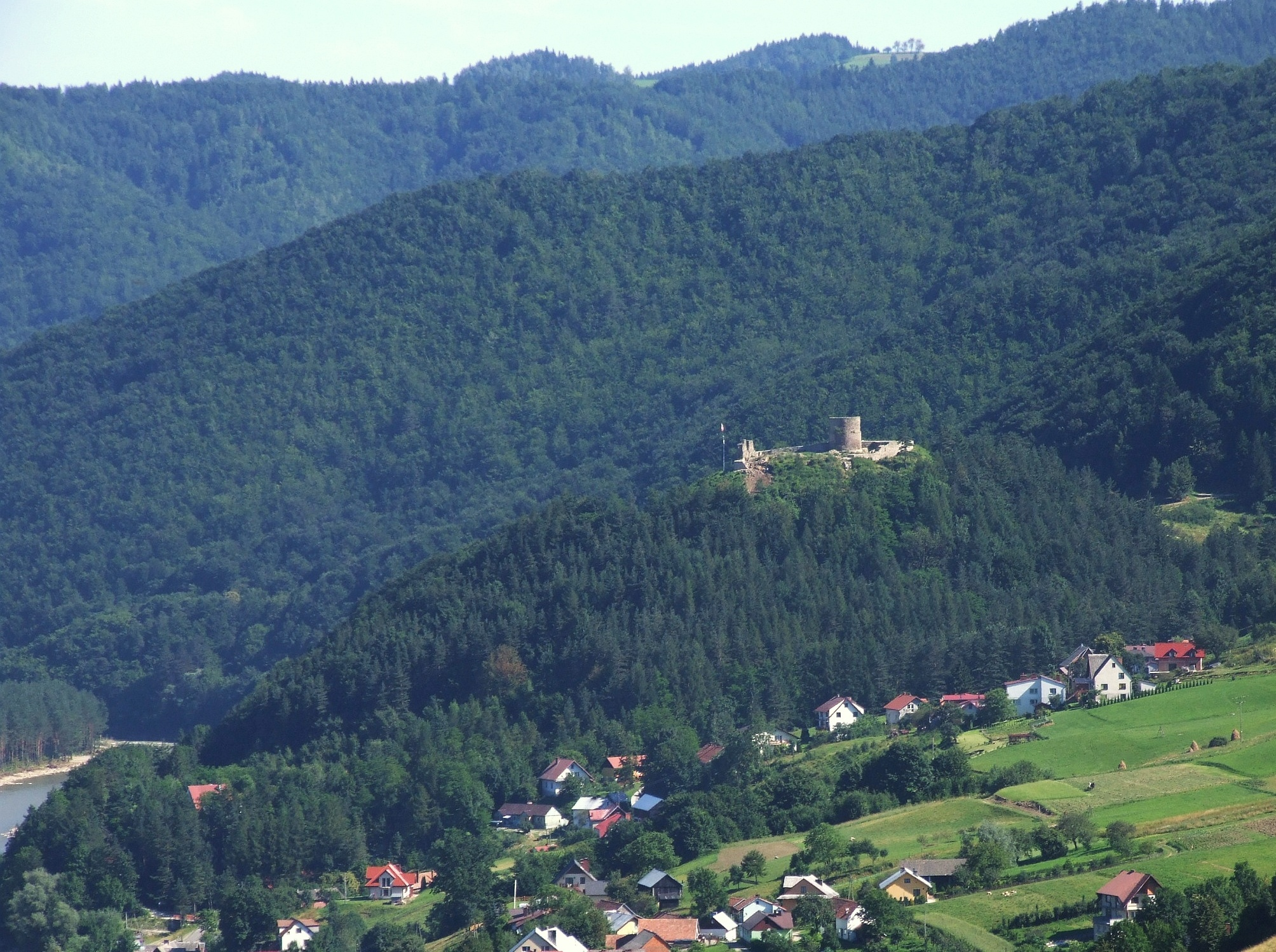
Панорамний вигляд на замок та навколишні ліси